# Zletovo
Zletovo (makedonski: Злетово) je rudarski gradić na sjeveroistoku Sjeverne Makedonije na južnim obroncima Osogovske planine u Općini Probištip.

## Povijest, zemljopisne karakteristike, gospodarstvo
Zletovo se prvi put kao naselje spominje 1019. godine. Pored Zletova kod sela Lesnovo na visini od 900 m. nalazi se manastir Sv. Gabrijela Lesnovskog iz XIV st., kojeg je kao svoju zadužbinu podigao srpski despot Oliver. Manastir je poznat po svojim freskama i drvenom ikonostasu koga su izveli isti majstori kao kod crkve Sv. Spas u Skopju.
Zletovo se nalazi na putu između gradova Štip i Kočani u podnožju Osogovske planine. Kao naselje je izniknuo nakon otvaranja rudnika olova i cinka Zletovo nakon Drugog svjetskog rata.
Rudnik  Zletovo, nakon osamostaljenja Republike Makedonije susreo se s toliko teškoća, da od 1992. godine ne radi. Ista sudbina zadesila je i Tvornicu akumulatora (radila je u sklopu rudnika). Vec nekoliko godina opet radi rudnik, koji sada vodi kompanija Indo Minerali i Metali.
Malo dalje od Zletova, kod izvora rječice Zletovice gradi se brana zbog izgradnje umjetnog jezera koje bi trebalo snabdjevati vodom stanovništvo tog dijela Sjeverne Makedonije.

## Pogledajte i ovo
- Osogovske planine

## Vanjske poveznice
- O Zletovu na stranicama općine Perobištip[neaktivna poveznica]
- Fotografije Zletova na stranicama makedonsko bratstvo[neaktivna poveznica]